# صورة نمطية عن مجتمع الميم
الصورة النمطية عن مجتمع الميم هي النظرة أو الرأي التقليدي المعمم، والمستند إلي التوجه الجنسي للمنتيمين لإل جي بي تي
هذا الإدراك النمطي يكمن اكتسابه من خلال التفاعل مع الآباء والأمهات والمعلمين والأقران ووسائل الإعلام، أو عموما من خلال عدم الإلمام المباشرة بما فيه الكفاية، مما أدى إلى زيادة الاعتماد على التعميمات.
غالبا ما ترتبط الصور النمطية السلبية برهاب المثلية، ورهاب التحول الجنسي، كما توجد صور نمطية الإيجابية، أو نمطية عكيسة.